# بيرمياك (لغة)

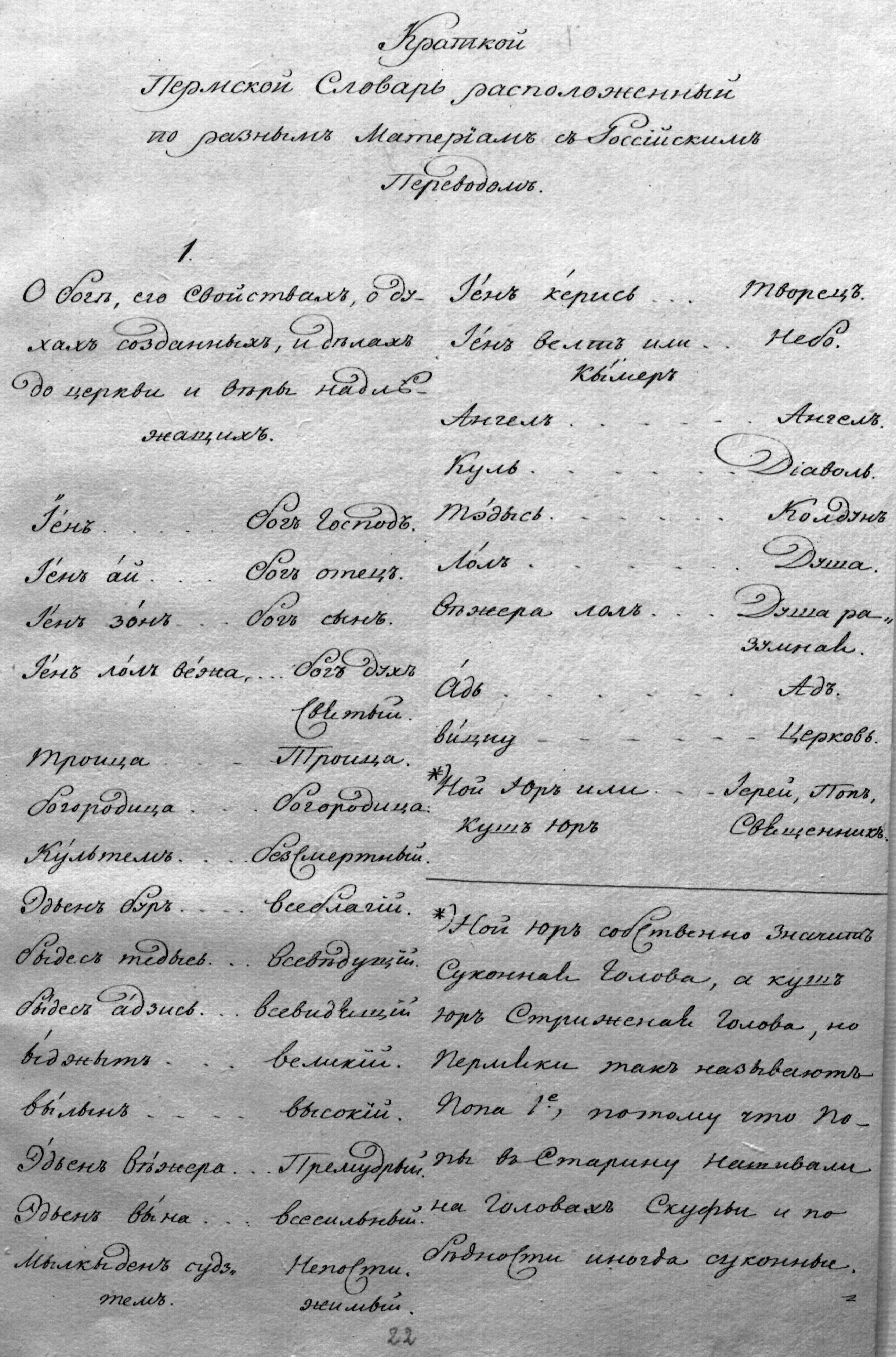
القاموس البرمي الأول (1785)

لغة بيرمياك هو واحد من نوعين مختلفين من لغات بيرمية في عائلة اللغة الأورالية التي تشكل لغة متعددة المراكز، والآخر هو لغة كومية.